# ハーグ市電GTL-8形電車
GTL-8形は、オランダの首都のデン・ハーグで公共交通機関を運営するハーグ市営交通会社（HTM）が所有し、ハーグ市電で使用されている連接式電車。長年使用されていたPCCカーに代わるハーグ市電の標準型車両として、1981年から1993年にかけて断続的に導入された。形式名の"GTL"は、"Gelede Tram Lang"（長編成連接式路面電車）の略称である。

## 概要
デン・ハーグの路面電車には1949年以降アメリカで開発され、ベルギーのBNで製造された高性能路面電車であるPCCカーが1975年までに計234両導入されていた。だが1970年代に入ると初期車両を中心に老朽化が課題となり、新型車両の導入が求められるようになった。実現しなかったデン・ハーグにおけるプレメトロ計画を基にした2車体連接車の"GTL6"やPCCカーの技術を用いた3車体連接車の"PCC-8L"などの案が出されたものの、双方ともコスト面を始めとする様々な欠点から却下され、最終的にこれらの案を基に設計されたGTL-8形を導入する事となり、1978年にGBHTM（現事業者HTMの前身）によって最初の車両がBNに発注された。
信用乗車方式を採用していたハーグ市電では、PCCカーの連結運転時に乗務員が乗車しない後方車両で乗客による部品の破壊が相次いだ。そのため、GTL-8形は全車体が貫通幌によって往来可能な3車体連接編成を採用し、安全性の向上を図っている。折り返し用のループ線が存在するハーグ市電の線形に合わせて運転台は編成片側にのみ設置され、乗降扉も車体右側に計5箇所存在する。全長は2両編成のPCCカー（約28.7 m）に近い約28.6 mである。車内は全席クロスシートで、運転台下部にはPCCカーと同様に速度制御用の足踏みペダルが設置されている。
オランダに本社を置くHolecが製造した制御装置には、一部を除くPCCカーで使用された抵抗器を用いて電流を調整する抵抗制御に代わり、サイリスタを用いた制御を行うサイリスタチョッパ制御方式を採用した。これにより抵抗制御で生じる熱による電力損失が回避される事に加えて回生ブレーキの搭載も可能となり、電力消費量はPCCカー2両編成と比較して設計上25％、実際には30 - 35％も削減された。この制御装置は前後の車体下部に設置され、それぞれ2台の台車に搭載された電動機に流れる電圧を制御する。編成内に台車は計4台設置され、全て2基の電動機を搭載した動力台車で、故障が生じた場合スイッチによって回路を切断し他の電動機を用いて走行する事が可能な設計となっている。また、サイリスタチョッパ制御方式の導入に伴い制御電流がPCCカーの40 Vから22 Vに変更された事を受け、停止時に用いられるドラムブレーキやパンタグラフの動作は油圧式となっている。
台車については、最初に製造された3001 - 3065はBNが開発したボギー台車を使用したが、不具合が多く重量も増加した事から、以降に製造された車両（3066 - 3147）は製造コスト削減という目的も含めてPCCカーに搭載されていたB-3形台車を流用した。他にも3066以降の車両では、廃車されたPCCカーから集電装置や制動装置など各種部品が油圧装置への対応を始めとしたGTL-8形に適した改造を受けた上で再利用されている。
車体の塗装は、1980年代当時ハーグ市営交通会社が運営していた路線バスと同様の、ベージュと赤色を基調とし扉部を濃い茶色で区別したものである。ただし2次車（3100番台）は登場時から2002年まで車体上半分と先頭部が白、車体下半分が青、扉部が黄色と言う独自の塗装を纏っていた他、一部車両がランドスタット鉄道塗装を始めとする試験塗装へ一時的に変更されていた事がある。

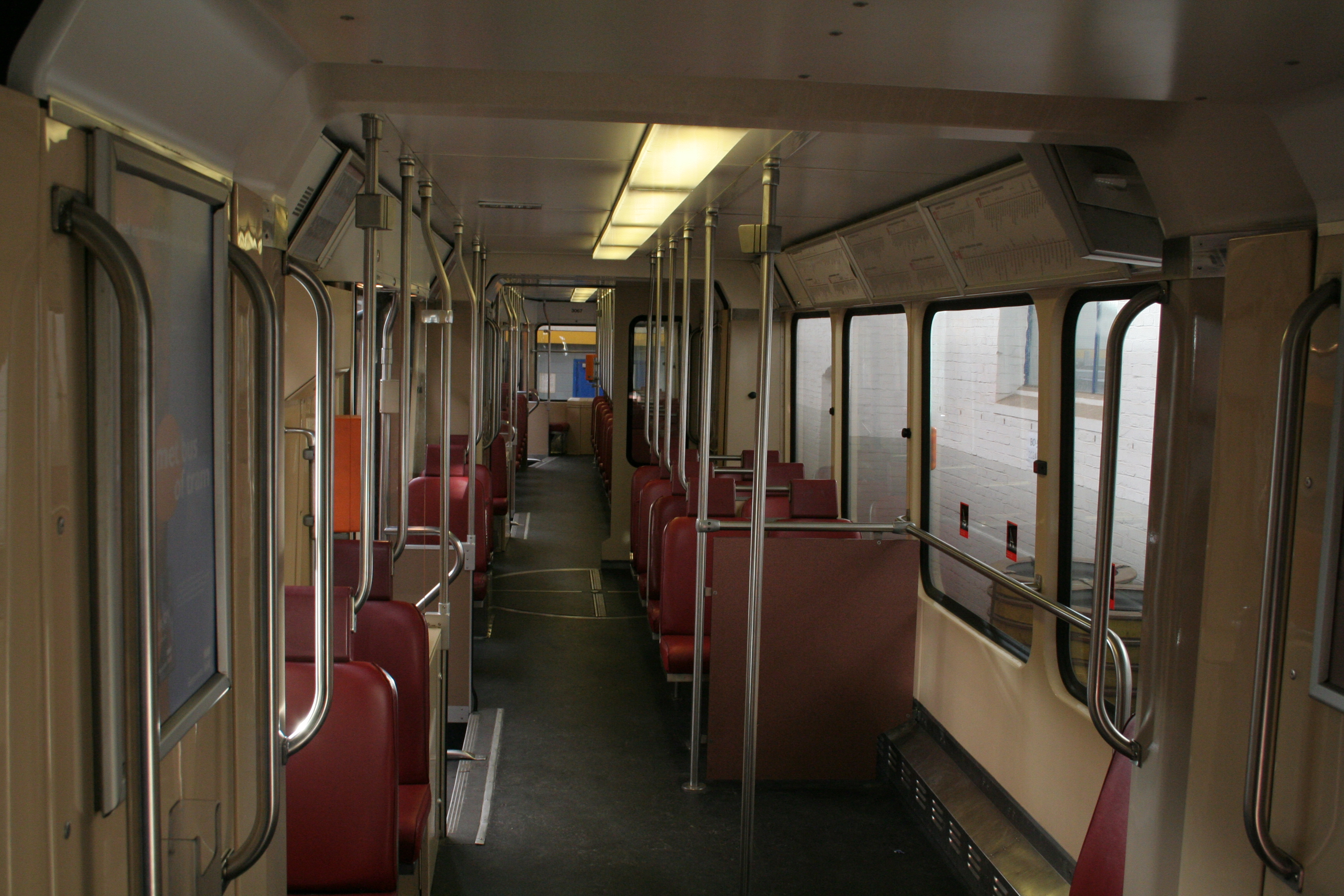
車内（3067）
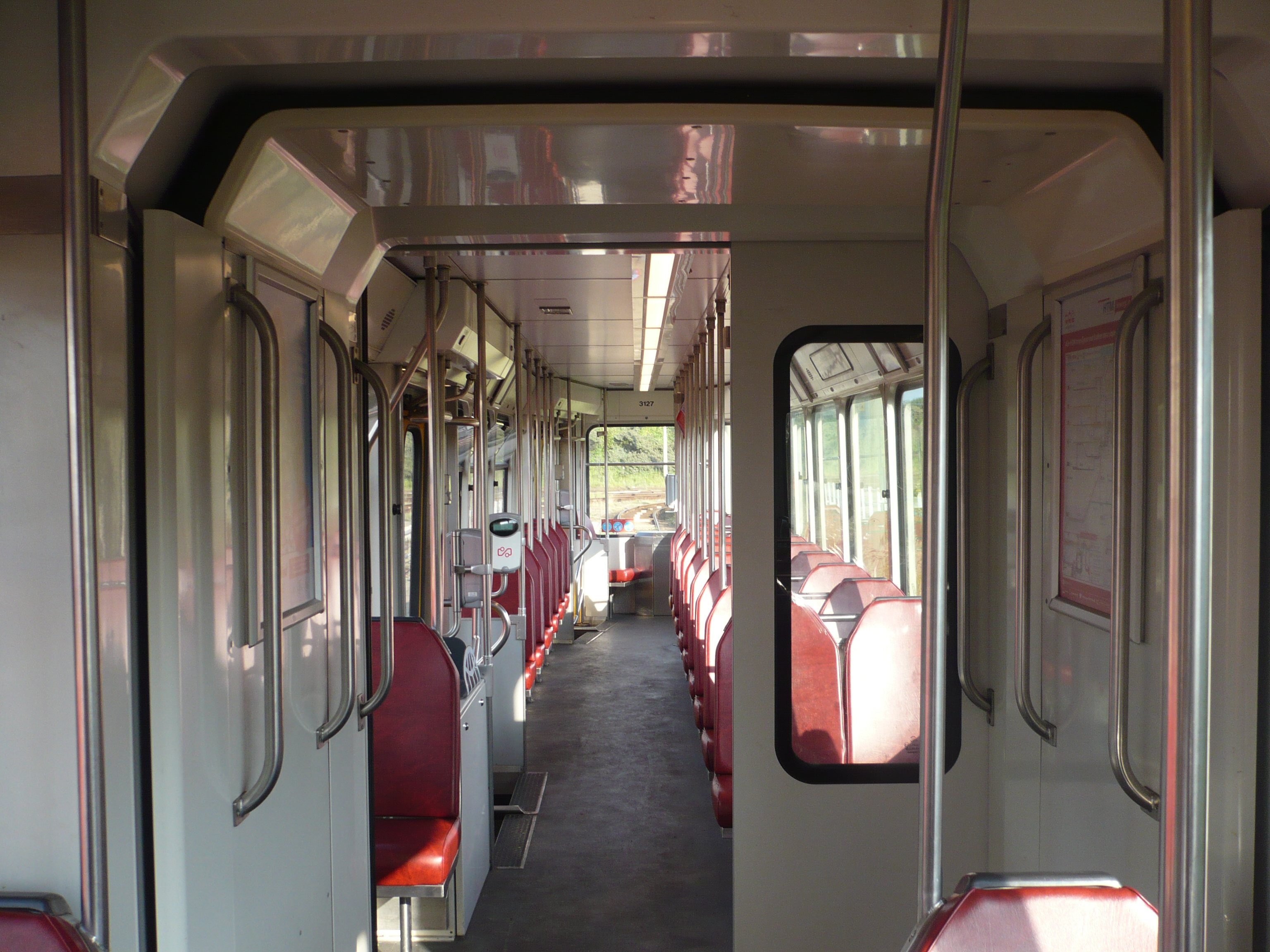
貫通幌部分（3127）
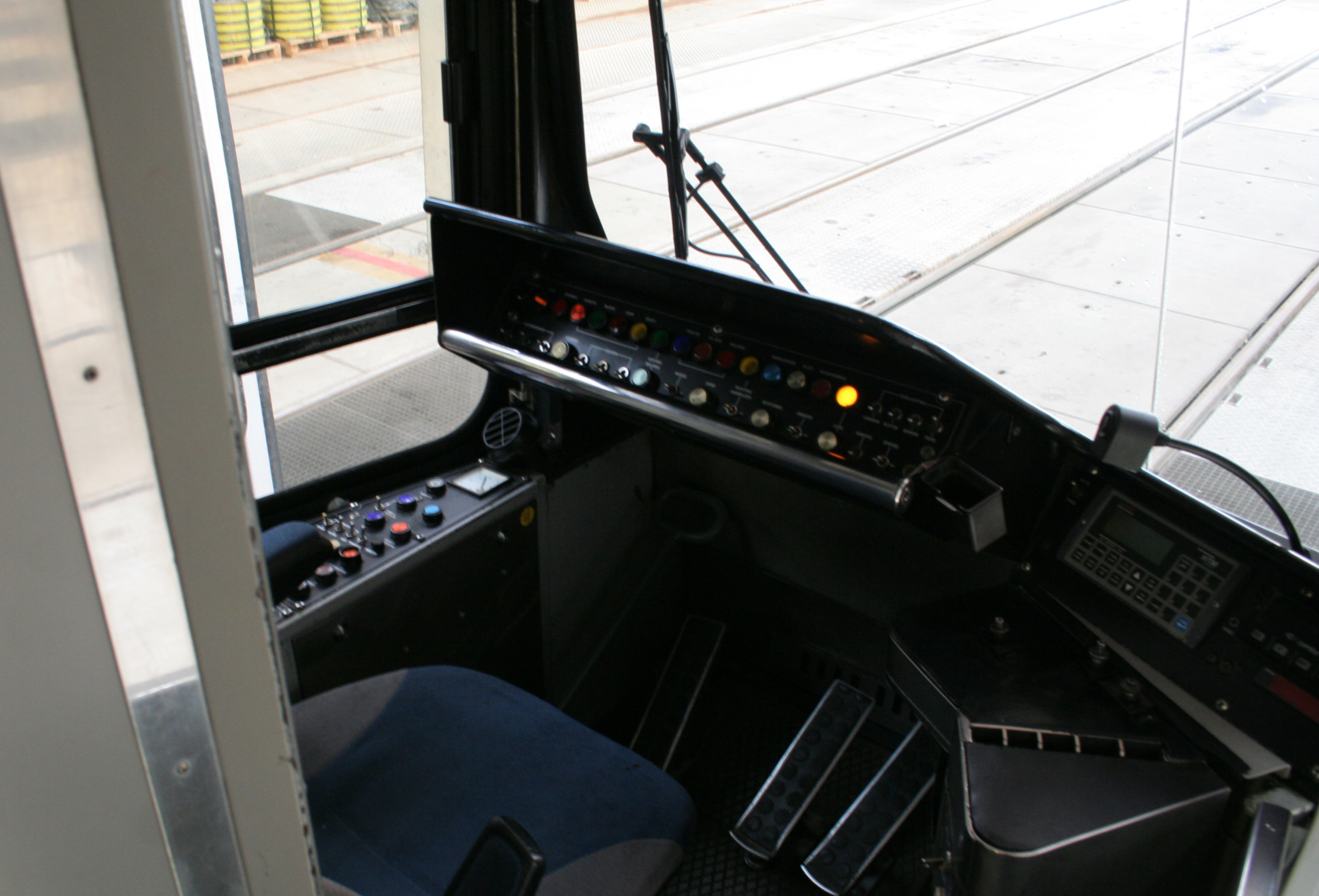
運転台の足元にはペダルが設置されている（3102）
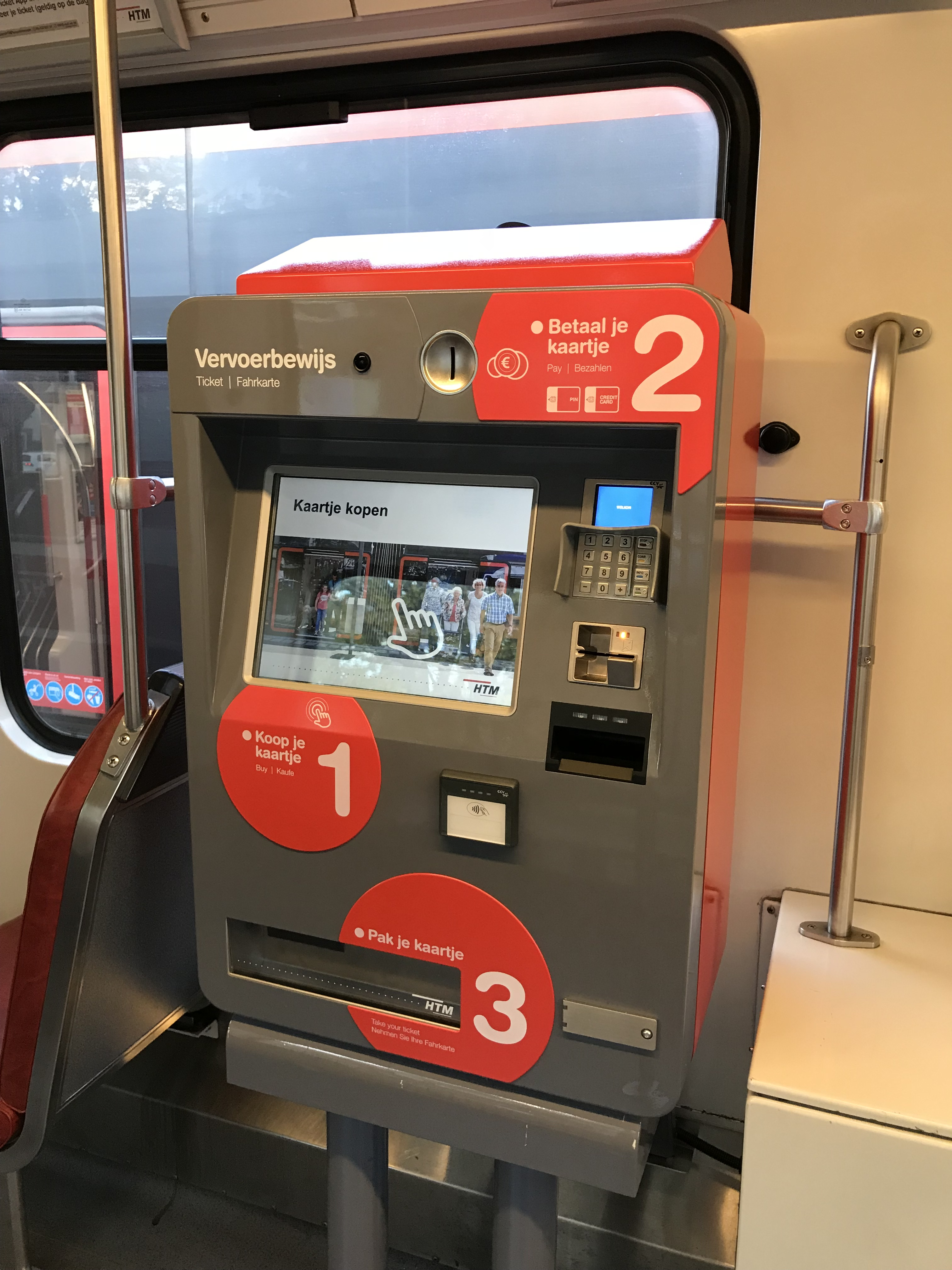
車内に設置された券売機（3113）
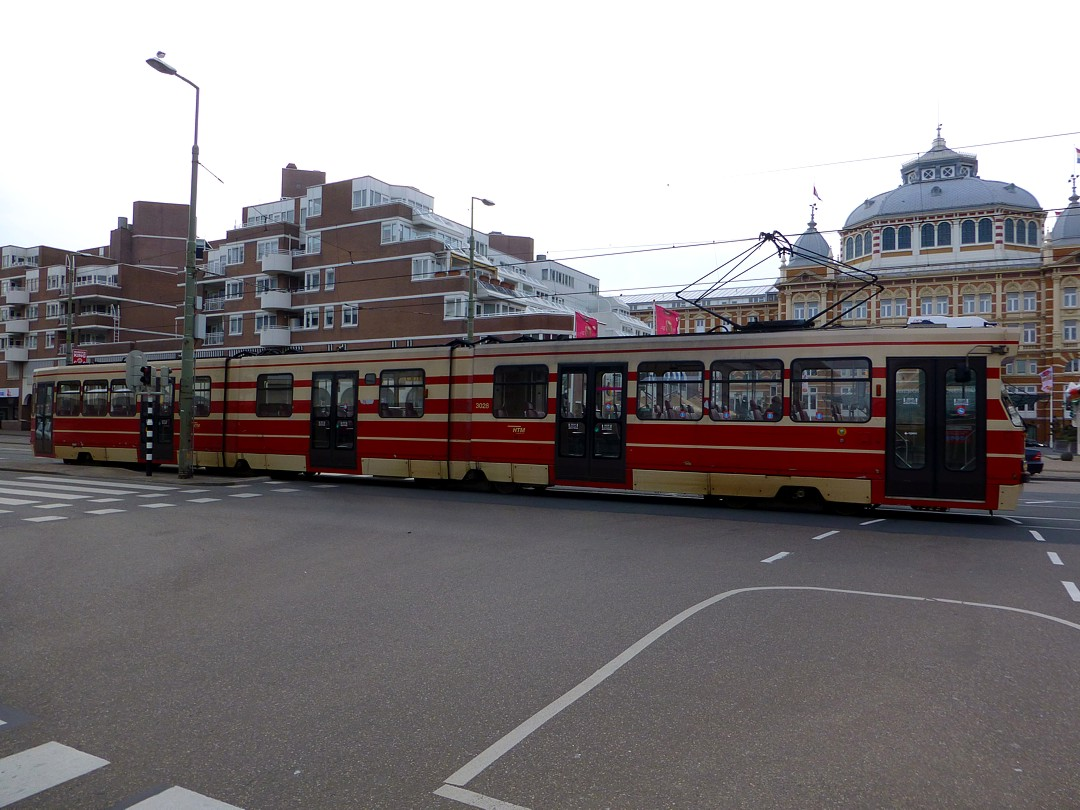
右側側面（3028）
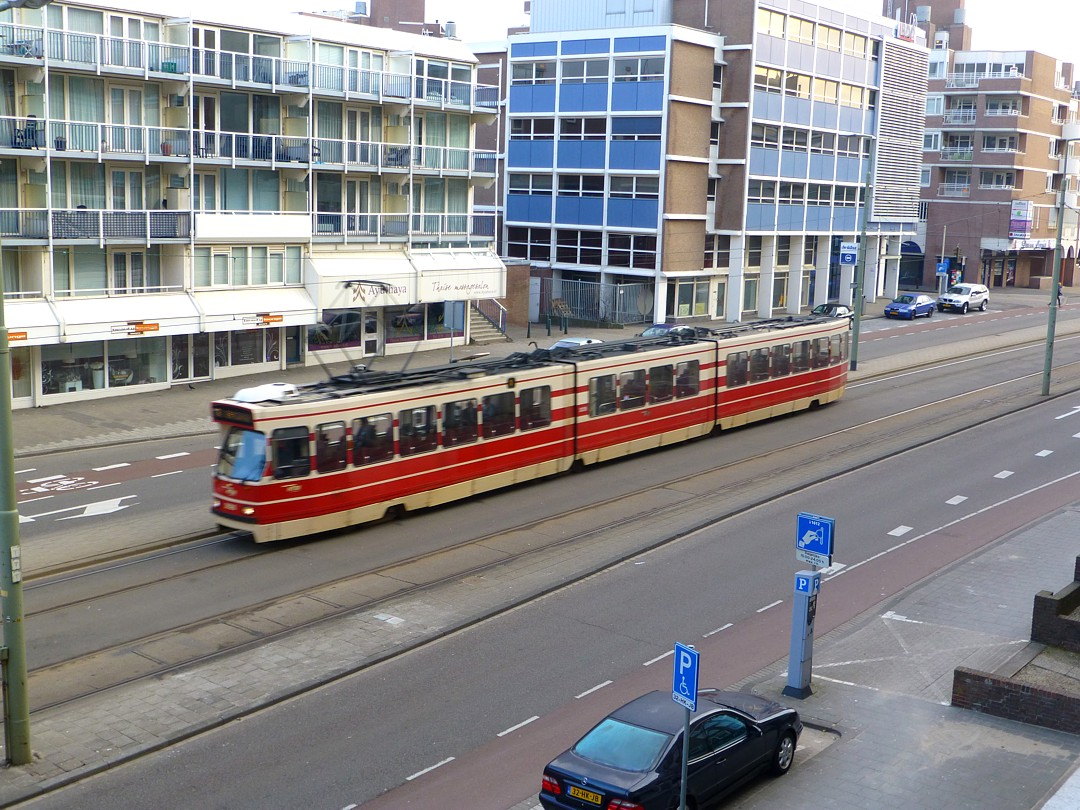
左側側面
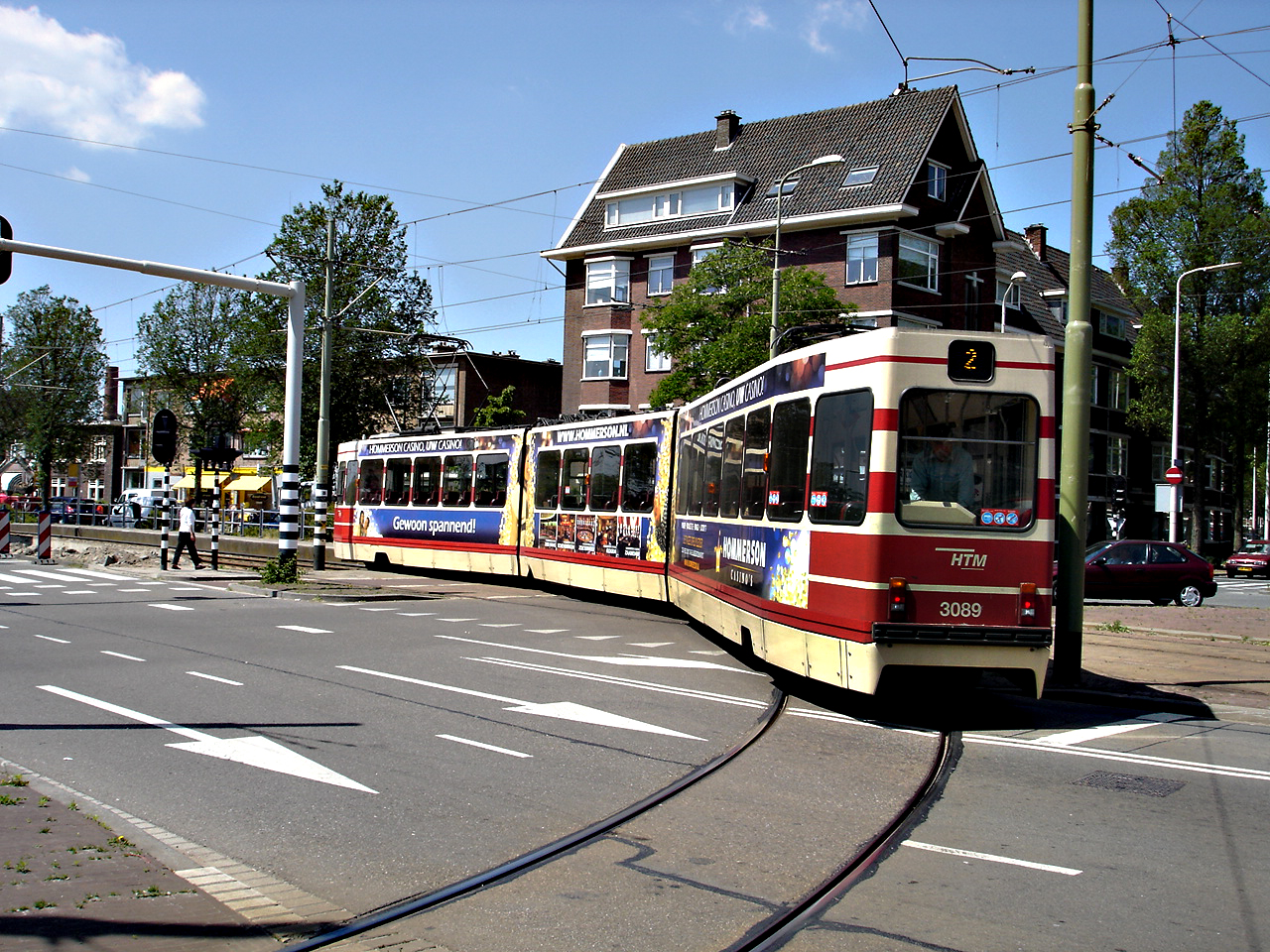
後方車体には運転台がない（3089）
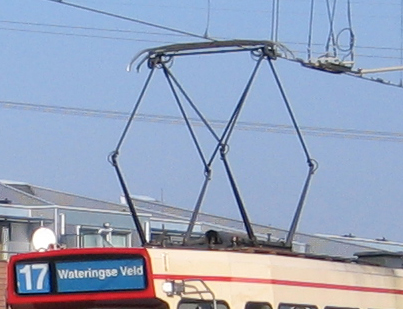
集電装置（菱形パンタグラフ）
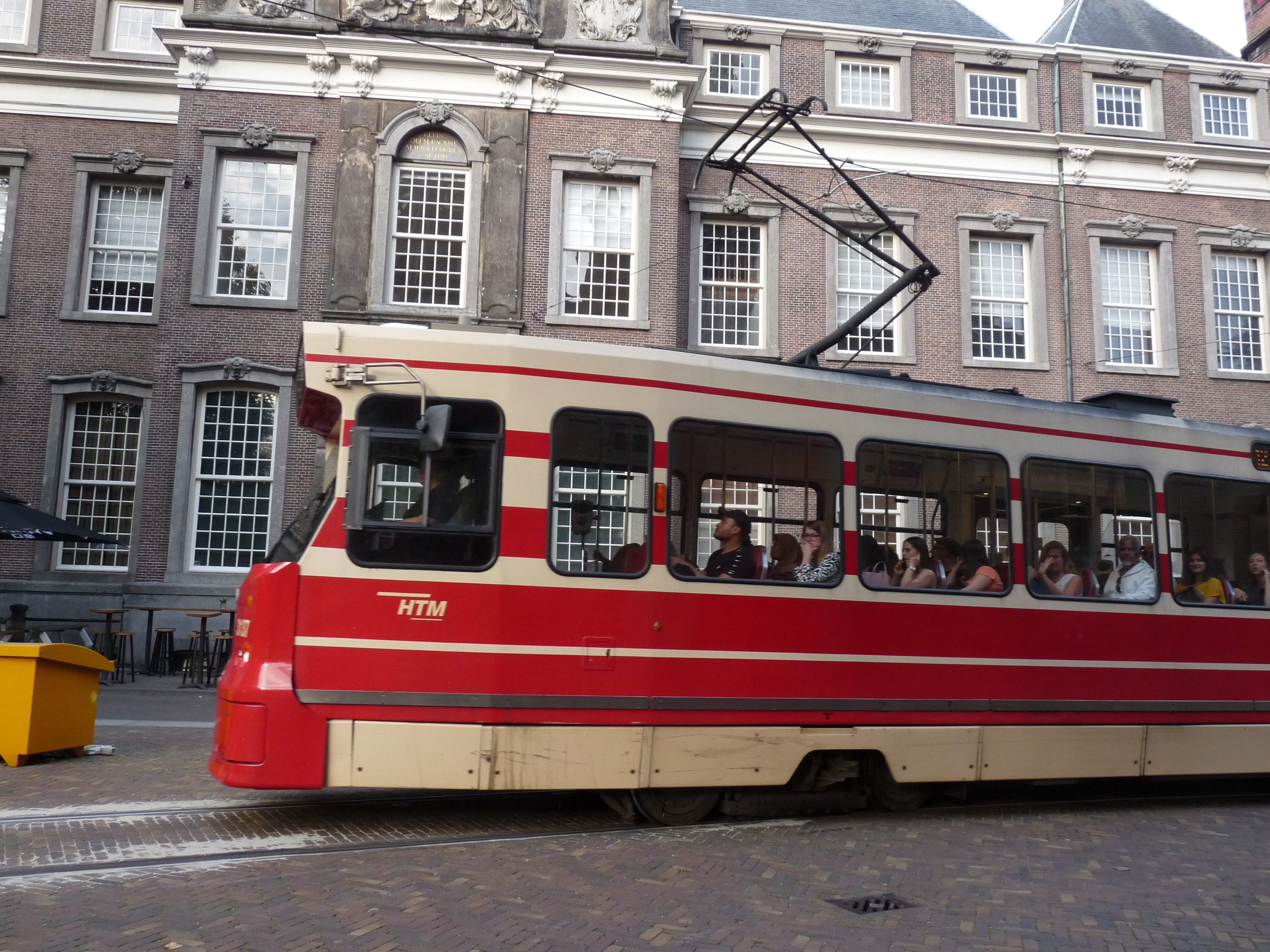
集電装置（シングルアーム式パンタグラフ）

## 運行

### 導入

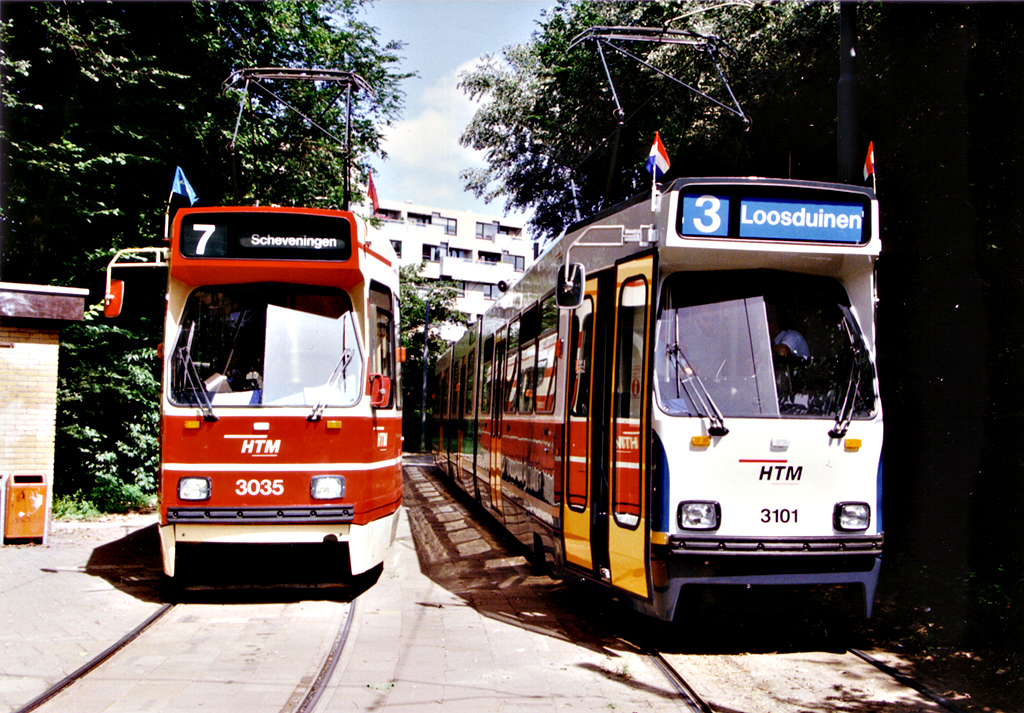
導入当初の2次車（3101、右）は1次車（3035、左）と塗装が異なっていた

ベルギーのBNの工場で製造された1次車（GTL8-I）は1981年からハーグ市電の車庫への搬入が始まり、試運転を経て同年6月22日から営業運転を開始した。翌1982年からは前述の通り製造コスト削減のためPCCカーから供出された台車を始めとする機器を用いた車両の導入も行われ、1984年までに100両（3001 - 3100）が導入された。これにより、PCCカーのうち最初に導入された1000番台の量産車が1981年、1200番台が1982年までに全廃され、1100番台についても一部車両の廃車が行われた。また、台車や主要機器を供出した1300番台と2100番台については、廃車された1100番台や1200番台の台車や主要機器を代わりに使用する事になった。
この1300番台と2100番台については2車体連接車への改造を含めた更新工事を実施した上で使用を継続する予定であったが、既存の車両を更新するよりも新造車両を購入する方が安価である事が判明したため、これらの車両の機器を流用したGTL-8形の2次車（GTL8-II）の製造が決定した。1次車と比べて前後車体が僅かに長くなっている他、塗装に加えて乗降扉が折り戸から引き戸に変更されるなどの変更点が生じている。2次車（3101 - 3147）は1990年から1991年にかけてBNに発注され、翌1992年から1993年の間に全車両が導入された。これにより、ハーグ市電のPCCカーは1993年6月30日をもって営業運転を終了した。

### 改造・更新

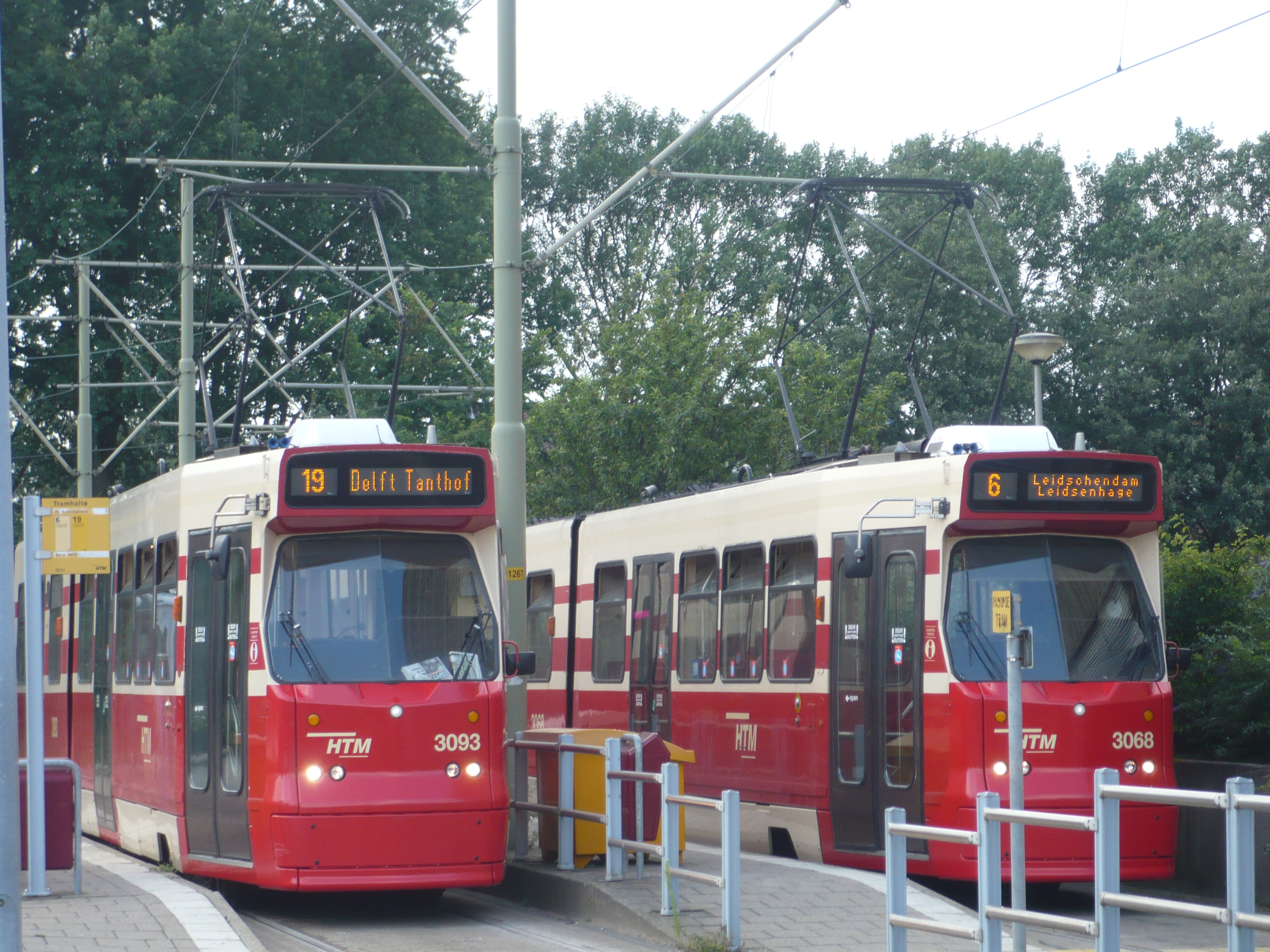
延命工事"Project LVO"の対象となった1次車（2012年撮影）

1995年以降、製造から10 - 15年が経過した1次車について、機器の交換、尾灯やバンパーの形状変更、製造時に使用されたアスベストの除去を伴う大規模な修繕工事が2000年代前半まで実施された。更に2011年以降は最大7年間の延命を兼ねた大規模な更新工事である"Project LVO"が1次車50両に対して行われ、衝突時の安全性を高めた前面形状に変更された他、車内の照明がLEDに変更された。塗装については複数のパターンが登場した後、3070の塗装パターンが以降の更新車にも用いられている。

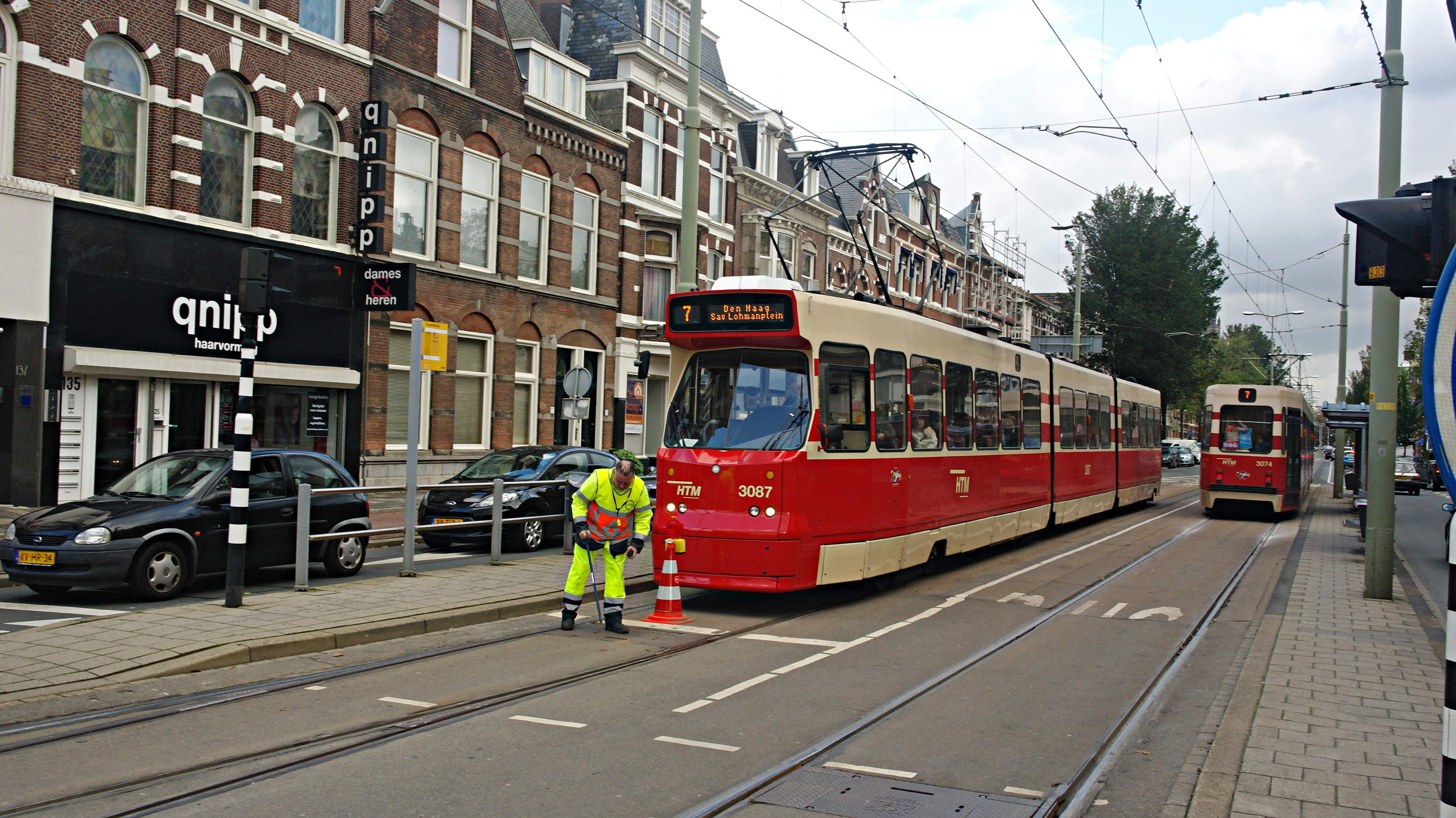
試験塗装（3087）
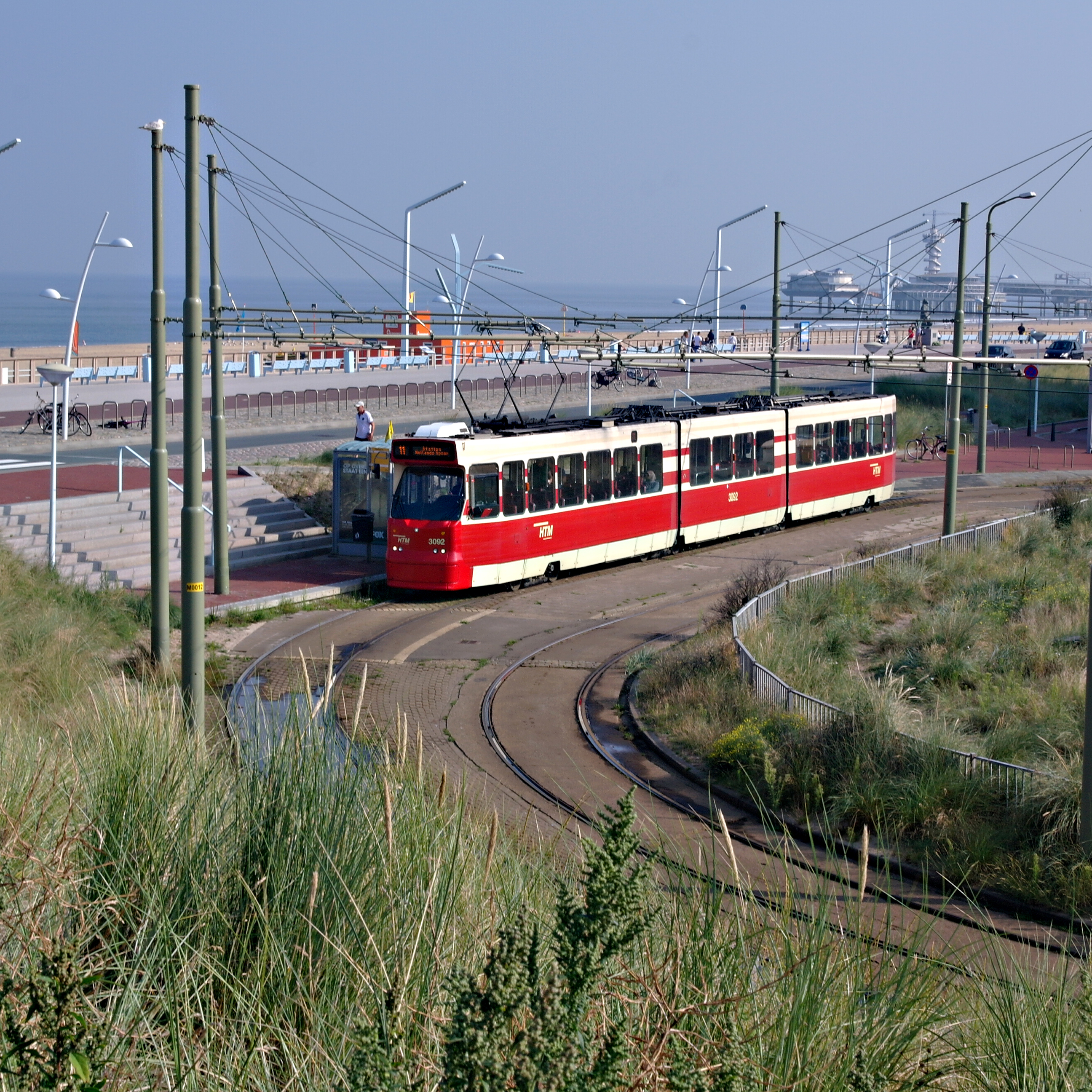
試験塗装（3092）
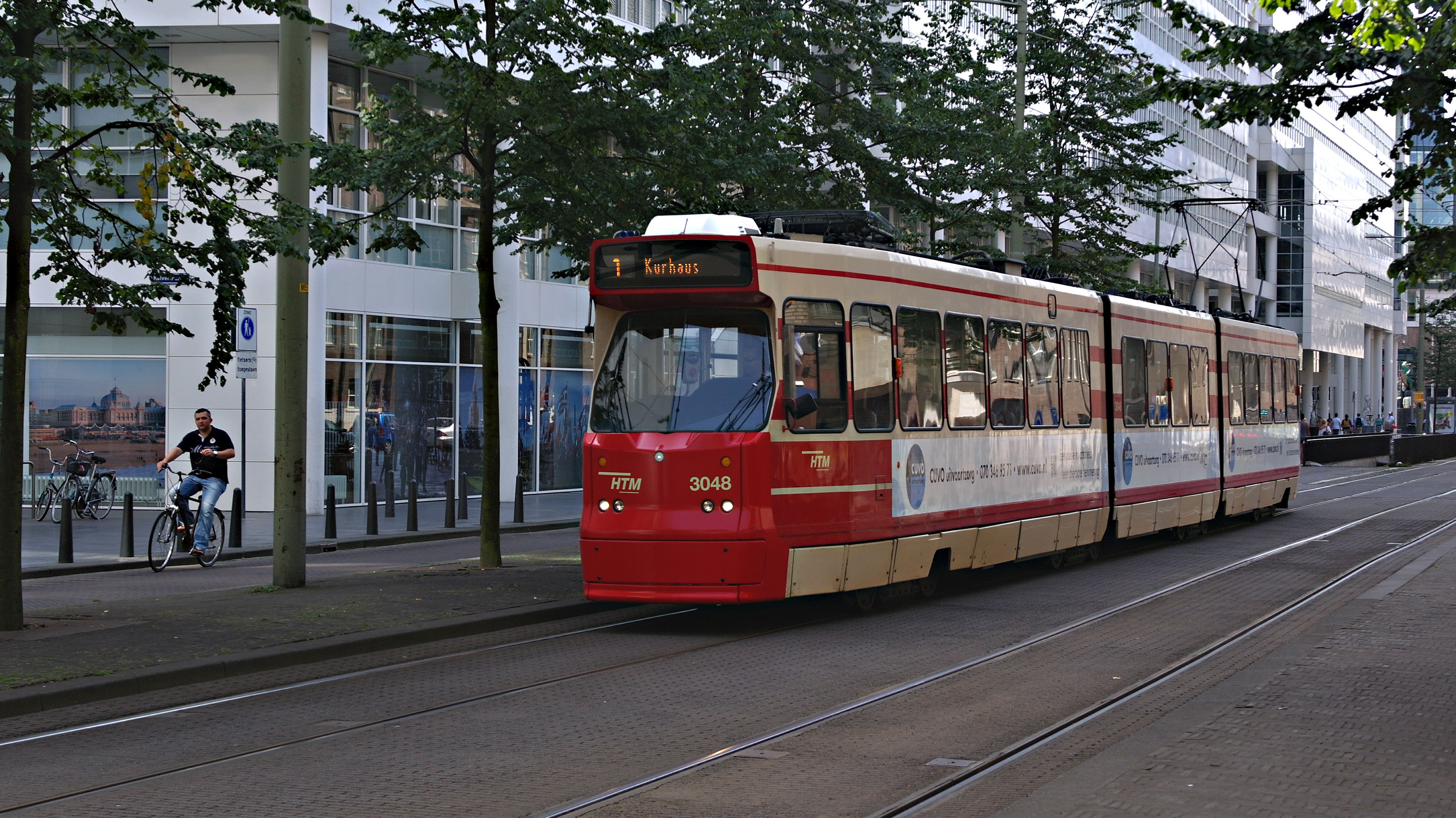
正式に採用された塗装（3048）

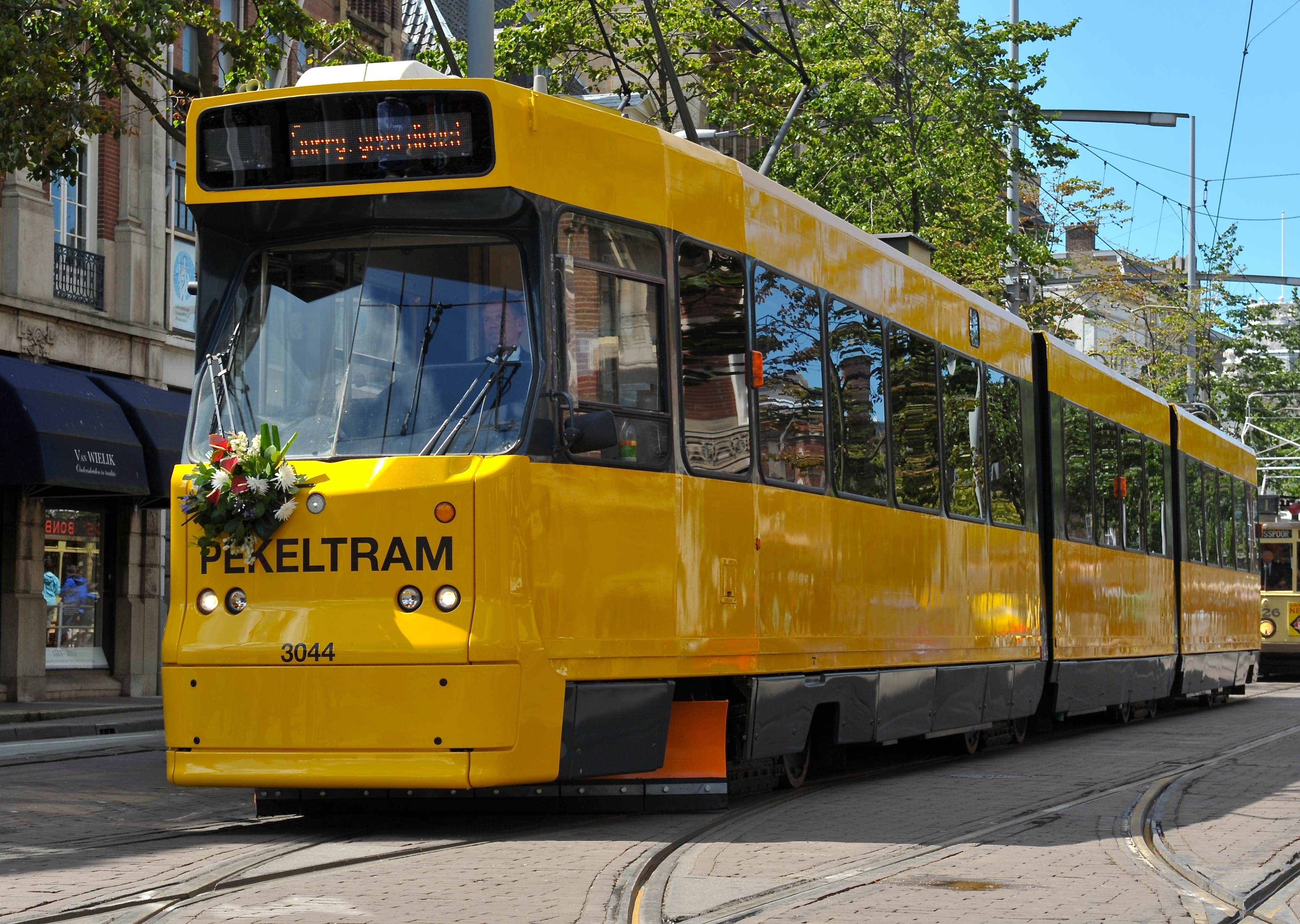
散水車（Pekeltram）に改造された3044（2014年撮影）

同年には4両（3005、3027、3031、3034）が10,000リットルの水を積載する散水車に改造され、座席が撤去された車内には水タンクが配置された。改造当初は他車と同様の外見であったが2013年に"Project LVO"と同等の更新工事を受け、塗装も黄色や黒を主体とした独自のものに変更されている。

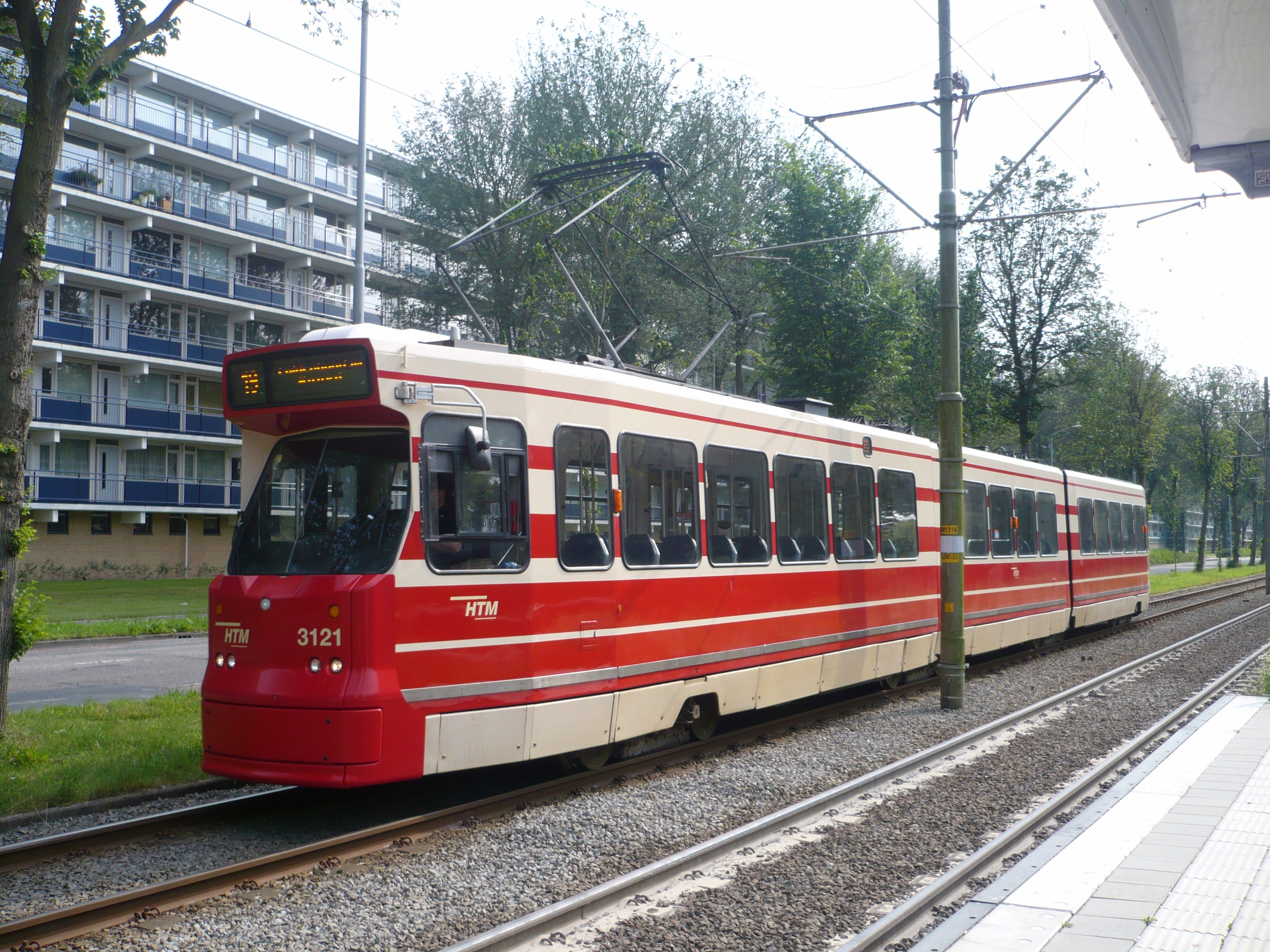
前面改造を含む更新工事を受けた2次車（3121）（2013年撮影）

2次車（3101-3147）についても2012年以降"Project LVO"と同等の改造を受けており、その際に2003年にラッピングにより変更されていた塗装がラッカーを用い改めて塗り直されている。

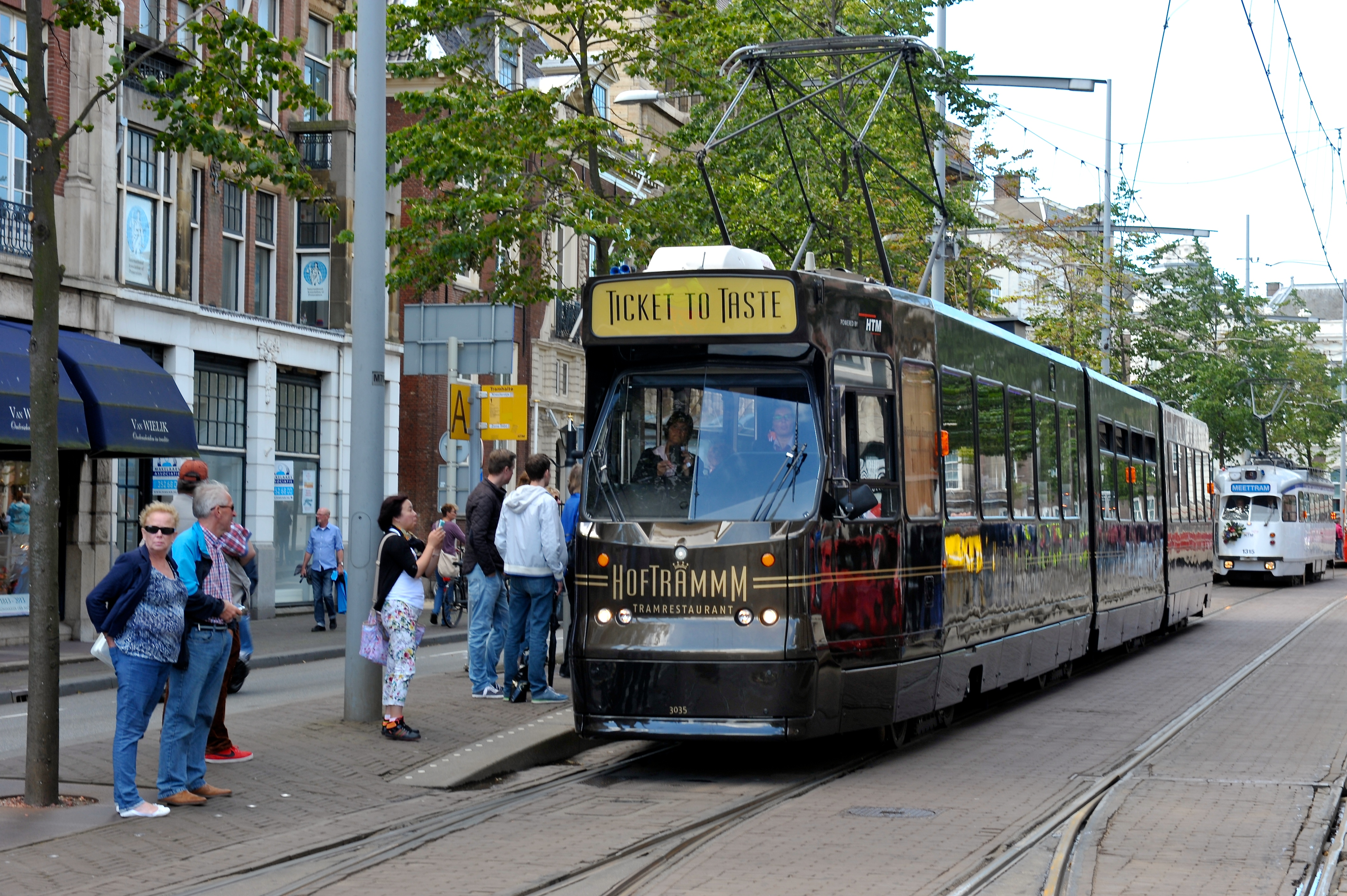
"ホフトラム"（2014年撮影）

また2014年5月11日からは、1次車の3035を大幅に改造した、ハーグ市電各系統を巡りながらランチメニューやフルコース料理が味わえる予約制のレストラントラムであるホフトラム（Hoftrammm）が営業運転を開始している。

## 置き換え・現状
1993年のPCCカー引退以降、GTL-8形はハーグ市電の主力車両として長年に渡って使用されていたが、床上高さ862 mmの高床式であった事からバリアフリーに難があり、サイリスタチョッパ制御装置や旧式の電動機、台車を修理するための部品確保も課題となっていた。そのため、HTMはこれらの車両に代わる新型車両として2011年11月18日にシーメンスが手掛ける超低床電車ブランドであるアヴェニオを導入する事を決定した。そして2014年から製造が始まり、翌2015年から営業運転を開始した事で、同年からGTL-8形のうち"Project LVO"の対象から外れた車両の廃車が始まった。2016年にはトップナンバーである3001が廃車となり、更に翌2017年以降は"Project LVO"の対象車両の廃車も実施されている。
2019年現在も2次車を含む多数の車両が、GTL-8形より車体幅が広く重量も重いアヴェニオの走行が困難な区間を中心に4本の系統で営業運転に使用されているが、これらについても停留所の改装や橋梁の交換など路線の改良工事を行った上で2024年までに完全に置き換えられる予定である。
また、2019年に実施されたHTMの検査によって、GTL-8形の塗装やPCCカー由来の部品に鉛や六価クロムなど強い毒性を持つ重金属が含まれている事が報告されている。